# Haematopota pertinens
Haematopota pertinens är en tvåvingeart som beskrevs av Austen 1908. Haematopota pertinens ingår i släktet Haematopota och familjen bromsar. Inga underarter finns listade i Catalogue of Life.